# Sur les ailes du tigre
Pour plus de détails, voir Fiche technique et Distribution.
Sur les ailes du tigre (Tail of a Tiger) est un film australien, sorti en 1984.

## Fiche technique
- Titre original : Tail of a Tiger
- Titre français : Sur les ailes du tigre
- Réalisation : Rolf de Heer
- Scénario : Rolf de Heer
- Pays d'origine : Australie
- Format : Couleurs - 35 mm
- Genre : drame
- Durée : 80 minutes
- Date de sortie : 1984

## Distribution
- Grant Navin : Orville
- Gordon Poole : Harry
- Caz Lederman : Lydia
- Peter Feeley : Spike
- Gayle Kennedy : Beryl
- Walter Sullivan : Stan
- Basil Clarke : Jacko
- Norm Gobert : Albert
- Dylan Lyle : Rabbit
- Louise Darcy : Wilma
- Adrian Cirrillo : Spider
- Peter Fogarty : Otto
- Kristian Verega : Wombat
- Michael Young : Blue